# 172 v.Chr.
172 v.Chr. is een jaartal volgens de christelijke jaartelling.

## Gebeurtenissen

### Italië
- Gaius Popillius Laenas en Publius Aelius Ligus, beiden plebejers, zijn consul in het Imperium Romanum.
- In Rome pleiten Carthaagse gezanten in de Senaat, voor een militaire interventie in een grensconflict tussen Carthago en Numidië.

### Israël
- In Judea laat Jason aan de voet van de Tempelberg een gymnasion bouwen, er wordt naar Grieks voorbeeld naakt sport gegeven.

### Perzië
- Antiochus IV Epiphanes ontslaat Jason uit zijn ambt als hogepriester in Jeruzalem en vlucht naar het gebied ten oosten van de Jordaan.
- Phraates I van Parthië onderwerpt in de Elbroes, de bergstam de Mardi, ten zuiden van de Kaspische Zee.

### Griekenland
- Eumenes II wordt op de terugreis van Rome, bij Delphi door sluipmoordenaars van Perseus van Macedonië overvallen en raakt ernstig gewond. De Romeinse Republiek sluit een alliantie met het koninkrijk Pergamon.